# Boophis lichenoides
Boophis lichenoides är en groddjursart som beskrevs av Vallan, Glaw, Andreone och John E. Cadle 1998. Boophis lichenoides ingår i släktet Boophis och familjen Mantellidae. IUCN kategoriserar arten globalt som livskraftig. Inga underarter finns listade.